# Санта Фумија II (Рим)
Санта Фумија II је насеље у Италији у округу Рим, региону Лацио.
Према процени из 2011. у насељу је живело 78 становника. Насеље се налази на надморској висини од 152 м.